# Клод Леви-Строс
Клод Леви-Строс, или по енглеском изговору Клод Леви-Страус (фр. Claude Lévi-Strauss; Брисел, 28. новембар 1908 — Париз, 30. октобар 2009), био је француски антрополог и етнолог чији је рад био кључан у развоју структурализма и структуралне антропологије. Предавао је социјалну антропологију на Колеж де Франсу између 1959. и 1982. године и био је изабран за члана Француске академије 1973. Добитник је бројних награда од универзитета и институција широм света, и уз Џејмса Џорџа Фрејзера и Франца Боаса назива се оцем модерне антропологије.
Леви-Строс је тврдио да „дивљи” ум има исту структуру као „цивилизовани” ум и да су људске карактеристике свуда исте. Ова запажања су кулминирала у његовој познатој књизи Tristes Tropiques која је учврстила његову позицију као једне од централних фигура у структуралистичкој школи мишљења. Као и у социологији, његове идеје су доспеле до многих области хуманистичких наука, укључујући и филозофију. Структурализам је био дефинисан као „потреба за основним обрасцима размишљања у свим облицима људске активности”.

## Биографија

### Детињство, младост, образовање и каријера
Леви-Строс је рођен у француско-јеврејској породици која је живела у Бриселу, где је његов отац радио као сликар портрета. Одрастао је у Паризу. Током Првог светског рата живео је са својим дедом по мајци, који је био радник синагоге у Версају.
У Сорбони у Паризу, Леви Строс је студирао права и филозофију. Није наставио своје студије на правима, али је положио агрегат на филозофији 1931. године. 1935. године, после неколико година предавања у средњој школи, преузео је последњу понуду да буде део француске културне мисије у Бразилу у којој би служио као гостујући професор социологије на Универзитету Сао Паула док је његова тадашња жена, Дина, служила као гостујући професор етнологије.
Пар је живео и обављао свој антрополошки посао у Бразилу од 1935. до 1939. године. Током тог времена, док је он био гостујући професор социологије, Леви-Строс је преузео његов једини етнографски теренски рад. Он је пратио и Дину, обученог етнографа у њеном сопственом праву која је такође била гостујући професор на Универзитету у Сао Паулу, где су спровели истраживање у Мато Гросо и Амазонској прашуми. Прво су истраживали Гуаyцурü и Бороро Индијска племена, остајући међу њима на неколико дана. 1938. године вратили су се због друге експедиције, дуже од годину дана како би истраживали Намбиквара и Тупи-Кавахиб друштво. У то време његова жена је патила од инфекције ока која ју је спречила да заврши студије, које је он закључио. Ово искуство је учврстило његов професионални идентитет као антрополог. Едмунд Лич сугерише, из Леви-Стросевог личног извештаја из Tristes Tropiques, да није могао провести више од неколико недеља на било ком месту и да није био у могућности да лако прича са било којим од својих информатора на њиховом матерњем језику, што није карактеристично за антрополошко истраживачке методе партиципативне интеракције са темама да се добије пуно разумевање културе.
1980-их година објаснио је зашто је постао вегетаријанац у делу објављеном у Италијанским дневним новинама La Repubblica и осталим објавама у посмртној књизи Nous sommes tous des cannibales (2013): „Доћи ће дан када ће помисао да су, да би нахранили себе, људи из прошлости устајали и масакрирали жива бића и самозадовољно излагали њихово исецкано месо за приказ, изазвати исто гађење као код путника у шеснаестом и седамнаестом веку који су се сусретали са канибалским оброцима дивљих америчких примитиваца у Америци, Океанији и Африци”.

### Протеривање
Леви-Строс се вратио у Француску 1939. године да би учествовао у рату и био је одређен као агент за везу са Мажино линијом. После капитулације Француске 1940. године запослио се у Монпељеу, али отпуштен је због вишијевских расних закона. (Леви-Стросова породица која потиче из Алзаса, била је јеврејског порекла.) Истим законима, био је денатурализован (одузето му је француско држављанство). У то време, његова прва жена и он су се разишли. Она је остала и радила је за Француски покрет отпора, док је он успео да побегне из Вишијевске Француске бродом у Мартиник, одакле је могао да настави путовање. 1941. године, понуђено му је место у Новој школи за друштвена истраживања у Њујорку и одобрен му је улаз у Сједињене Америчке Државе. Серија путовања га је довела, кроз јужну Америку до Порторика где га је Еф-Би-Ај испитивао после писама на немачком у његовом пртљагу која су пробудила сумњу код царинских агената. Леви-Строс је током рата највише времена провео у Њујорку. Поред Jacques Maritain, Henri Focillon, и Роман Јакобсон, био је један од чланова који су основали Бесплатну школу напредних студија, врсту универзитета у егзилу за француске академике.
Године рата у Њујорку су биле формативне за Леви-Страуса на неколико начина. Његова веза са Јакобсоном помогла му је да обликује теоријско гледиште (Јакобсон и Леви-Строс су сматрани за две централне фигуре на којима је базирана структуралистичка мисао). Леви-Строс је такође био изложен Америчкој антропологији коју је заговарао Франц Боас, који је предавао на универзитету Колумбија. 1942. године, док је вечерао на факултету у Колумбији, Боас је преминуо од срчаног напада у рукама Леви-Строса. Ова лична повезаност са Боасом дала је његовим раним радовима уочљиву Америчку склоност која је олакшала да га прихвате у Сједињеним Америчким Државама. Након кратког периода од 1946. до 1947. године када је радио као аташе за културу Француске амбасаде у Вашингтону, Леви-Строс се вратио у Париз 1948. године. У то време примио је Државни докторат од Сорбоне, након што је поднео, у француској традицији, и главну и малу докторску тезу. То су биле Породица и Друштвени живот индијског народа Намбиквара (La vie familie et sociale des indiens Nambikwra) и Основне структуре сродства (Les structures élémentaires de la parenté).

### Структурална антропологија
Теза Основне структуре сродства је објављена следеће године и убрзо је сматрана једним од најважнијих радова у антороплогији о сродству. Симон де Бовоар је размотрила са одобравањем и видела је као важну изјаву о позицији жена у не-западним културама. Елементарне структуре, чији наслов потиче од Диркемовог познатог дела Основне форме религиозног живота преиспитале су како људи организују своје породице испитујући логичке структуре које леже у основи веза, а не њихов садржај. Док су британски анторополози као што је Алфред Ретклиф-Браун тврдили да је сродство било засновао на потицању од заједничких предака, Леви–Строс је тврдио да је сродство засновано на родбинству између две породице које су формиране када се жена из једне групе удала за мушкарца из друге.
Крајем 40их и почетком 50их година, Леви-Строс је наставио да објављује и доживео је прилично велики професионални успех. Наког његовог повратка у Француску, постао је умешан у администрацију Француског центра за научна истраживања (CNRS) и Musée de l'Homme пре него што је коначно постао професор петог дела École pratique des hautes études, 'Наука о религијима' где је претходно био професор Марсел Маус, који је променио назив катедре у „Компаративне религије неписмених људи”.
Док је Леви-Строс био добро познат у академским круговима, постао је и један од најпознатијих француских интелектуалаца, 1955. године када је у Паризу Плон објавио Tristes Tropiques. У суштини, ова књига је мемоар који садржи детаље из времена када је био протеран из Француске током 1930-их година и о његовим путовањима. Леви-Строс је изврсно комбиновао прелепу прозу, блиставу филозофску медитацију и етнографске анализе народа из Амазоније да би створио ремек дело. Организатори који додељују награду Prix Goncourt, на пример, жалили су што не могу да доделе награду Леви-Стросу због тога што је Tristes Tropiques документарна литература.
Леви-Строс је 1959. године именован за председавајућег на Социјалној антроплогији на College de France. Отприлике у исто време, објавио је Структуралну антропологију, колекцију есеја који су пружили примере и програмске изјаве о структурализму. У исто време када је постављао основе за интелектуални програм, започео је серију оснивања како би установио антропологију као дисциплину у Француској, укључујући и Лабораторију социјалне антропологије у којој су нови студенти могли да уче и нови журнал l'Homme да објављује резултате истраживања.
Године 1962., Леви-Строс објавио је за многе његов најважнији рад, La Pensée Sauvage преведено на енглески The Savage Mind. Наслов на француском се тешко преводи јер реч pensée значи у исто време и „мисао” и ‘дан и ноћ”(цвет), док sauvage има многа значења која се разликују од енглеског „дивљак”. Леви-Строс је предложио да енглески наслов буде Pansies for Thought позајмљујући из Офелијиног говора у Шекспировом Хамлету. Издања La Pensée Sauvage на француском увек су штампана са сликом дивљег цвета дан и ноћ на корицама.
Дивља мисао не говори само о „примитивним” мислима, категорији коју су дефинисали претходни антрополози, него и о облицима мисли који су заједнички свим живим бићима. Прва половина књига заснива се на Леви-Стросовој теорији културе и мисли, док друга половина проширује исказ у теорију историје и друштвеним променама. Овај каснији део књиге увео је Леви-Строса у оштру дебату са Жан Пол Сартр о природи људске слободе. Са једне стране, Сартрова филозофија егзистенције смешта га у позицију у којој су људска бића била слободна да се понашају како су желела. Са друге стране, Сартре је био левичар који је био одан идејема као што је та да су поједници били ограничени идеологијама које су им наметнули моћници. Леви-Строс је представио своју структуралистичку идеју делатности у супротности Сартровој. Одјек ове расправе између структурализма и егзистенцијализма инспирисала је радове младих аутора као сто је Пјер Бурдје.
Сада, светска позната личност, Леви-Строс је током друге половине 1960-их година радио на књизи која представља врхунац у његовој каријери, а то је четворотомна студија Митологика. У њој, он прати један једини мит са врха Јужне Америке и све његове варијације од групе до групе кроз централну Америку и напослетку у Арктичком кругу и тако прати културну еволуцију тог мита са једног краја западне хемисфере до друге. Он остварује ово на типичан структуралистички начин, тако што испитујуе основну структуру веза између елемената приче пре него да се фокусира на сам садржај приче. Док је Дивљи ум описивала Леви-Стросову свеобухватну теорију, Митологика је продужени, четворотомни пример анализе. Богата детаљима и екстремно дуга, она има мању читалачку публику од много краће и много приступачније Дивљи ум, упркос позицији Леви-Стросовог најзначајнијег дела.
Леви-Строс је коначно завршио Митологику 1971. године. 14. маја 1973. године изабран је за члана Француске академије, што је највеће француско признање за писца. Био је члан других важних светских академија, укључујући Америчку академију уметности и књижевности. 1956. године постао је страни члан Краљевске Холандске академије наука и уметности. Добио је Еразмову награду 1973. године, Meister Eckhart Prize за филозофију 2003. године и неколико почасних доктората са универзитета као што су Оксфорд, Харвард, Јејл и Колумбија. Такође је примио Национални орден Легије части, Commandeur de l'ordre national du Mérite, и Commandeur des Arts et des Lettres. 2005. године примио је XVII Premi Internacional Catalunya. После пензионисања, наставио је да објављује повремено размишљања о уметности, музици, филозофији и поезији.

### Позни живот и смрт
Године 2008. је постао први члан Француске академије који је доживео стоту годину и један од првих живих аутора чији су радови били објављени у библиотеци De la Pléiade. После смрти Морис Друона 14. апила 2009. године постао је декан Академије, као њен најдужи члан.
Умро је 30. октобра 2009. године, неколико недеља пре његовог 101. рођендана. Његова смрт је објављена четири дана касније. Француски председник Никола Саркози га је описао као „једног од највећих етнолога свих времена.” Бернар Кушнер, француски министар спољних послова, рекао је да је Леви-Строс „раскинуо са етноцентричним погледом на историју и човечанство [...] У времену када сви покушавамо да пронађемо смисао глобализације, како би створили поштенији и хуманији свет, волео бих да се глас Клода Леви-Строса резонује шире кроз свет”. Слична изјава Леви-Строса била је емитована на National Public Radio у сећање на њега 3. новембра 2009. године: „Данас се дешава застрашујуће одумирање живих врсти, биле оне биљке или животиње, и јасно је да је распрострањеност људи постала тако велика, да су почели да се трују међусобно. Свет у ком престајем да постојим није више свет који волим”. У читуљи посвећеној њему у The Daily Telegraph је писало да је Леви-Строс „један од најдоминантнијих послереатних утицаја у француском интелектуалном животу и један од водећих представника структурализма у друштвеним наукама.” Стална секретарка Француске академије Хелена је рекла: ”Био је мислилац, филозоф [...] Нећемо се срести са њему сличним”.

## Теорије

### Резиме
Леви-Строс захтева на примени структуралне лингвистике Фердинанда де Сосира у антропологији. У то време, породица је традиционално била сматрана основним објектом анализе, али је посматрана најпре као самостална јединица која се садржи од мужа, жене и њихове деце. Нећаци, рођаци, тетке, ујаци, бабе и деде су посматрани као секундарни. Леви-Строс је тврдио то, сродно Сосировој мисли линвистичке вредности, породице стичу одређене идентитете само кроз везе једних са другима. Према томе он је окренуо класично гледиште антропологије, стављајући секундарне чланове породице на прво место и инсистирајући на анализирању веза између јединица уместо самих јединица.
У својој анализи формирања идентитета који се појављује кроз бракове између племена, Леви-Строс је приметио да је однос између ујака и нећака однос између брата и сестре као веза између оца и сина односно мужа и жене, то је, А је Б и Ц је Д. Дакле, ако знамо А, Б и Ц можемо да предвидимо Д, као што ако знамо А и Д можемо да предвидимо Б и Ц. Циљ Леви-Стросове структуралне антропологије, је дакле био да уопшти масовне емпиријске податке у генерализоване, разумљиве везе између јединица које омогућавају предвиђеним законима да буду индентификовани, као што А је Б и Ц је Д.
Слично, Леви-Строс препознаје митове као типове говора преко којих језик може да буде откривен. Његов рад је Структуралистичка теорија митологије која покушава да објасни како наизглед фантастичне и произвољне приче могу да буду толико сличне кроз културе. Због тога што је веровао да не постоји једна аутентична верзија мита, него да су све то испољавања истог језика, он је захтевао да нађе основне јединице мита, које се називају mytheme. Леви-Строс је разбио сваку верзију мита у серије реченица, које се састоје од веза између функција и субјекта. Реченицама са истом функцијом су дати исти бројеви и заједно су у пакету. Ово су mythemes .
Шта је Леви-Строс веровао, то је открио када је испитао да је веза између mythemes била да се митови састоје од бинарних супротности које су постављене једне уз друге. Едип, на пример, састоји се од процењивања крвих веза и омаловажавања крвних веза, аутохтоног порекла људи и порицања њиховог аутохтног порекла. Под утицајем Хегела, Леви-Строс је веровао да људски ум мисли фундаментално на бинарне супортности и њихово уједињење и то је оно што чини мисао могућом. Штавише, он је сматрао да је задатак мита да буде мајсторија руку, удружење непомирљивих бинарних супортности са помирљивим бинарним супротностима, креирајући илузију, или веровање, да је првобитан решен.

### Антрополошке теорије
Леви-Стросова теорија је утврђена у Структуралној Антропологији (1958). Укратко, он разматра културу система симболичке комуникације, која је истражена методама које су други користили уже у дискусијама новела, политичких говора, спорта и филмова.
Његово разматрање дало је најбољи смисао када се истакло, насупрот позадини раније генерације друштвене теорије. Он је писао о овој вези деценијама.
Опредељење за „функционалистичка” објашњења доминирало је у друштвеним наукама од почетка двадесетог века, преко 1950-их година, што указује на то да су антрополози и социолози покушали да укажу на сврху друштвеног акта и институције. Постојање ових ствари је било објашњено када је испунило функцију. Једина снажна алтернатива таквој врсти анализе било је историјско објашњење, које је заслужно за постојање друштвене чињенице наводећи како је до тога дошло.
Идеја друштвене функције се развила у два правца. Енглески антрополог Алфред Ретклиф-Браун, који се дивио раду француског социолога Емила Диркема, аргументовао је да је циљ антрополошког истраживања био да нађе заједничку функцију, као што је религија или скуп правила о браку који је важио за друштвени поредак у целини. Иза овог правца налази се идеја, становиште да се цивилизација развила кроз низ фаза, од примитивне до модерне, свуда на исти начин. Све активности у датој врсти друштва би допринеле истом карактеру; нека врста унутрашње логике би довела до тога да се култура друштва са једног нивоа развије у наредни. Према овом становишту, друштво би се могло схватити као организам, док његови делови функционишу као делови тела.
Са друге стране, функционализам Бронислава Малиновског, описује задовољење индивидуалних потреба које су потекле из обичаја.
У САД, где је Франц Боас поставио облик антропологије, опредељење је било за историјске исказе. Овај приступ је очигледно имао проблеме, због којих је Леви-Строс одао признање Боасу јер им је директно приступио.
Историјско сазнање ретко је доступно неписменим култрама. Антрополог попуњава стари појам универзалних фаза развоја или тврдњу да су културне различитости базиране на неком непознатом контакту између група са поређењима са другим културама и приморан је да се ослони на теорије које немају никакву доказану осниву. Боас је почео да верује да не постоји општи образац друштвеног развоја; за њега, није било једне историје, већ више њих.
Постоје три широка избора због постојања ових школа – свака је морала да одлучи коју врсту доказа ће користити: да ли да нагласи појединости сваке културе или да тражи обрасце у основи свих друштава; и шта би могло бити извор основних образаца, дефиниција човечанства.
Научници друштвених наука ослонили су се на студије које пореде културе. То је увек било потребно за допуњавање информације о друштву са информацијом о осталим. Неке идеје о општој људској природи биле су имплицитне у сваком приступу.
Критичка одлика, онда, подсетила је: да ли друштвена чињеница постоји јер је функционална за друштвени поредак, или зато што је функционална за особу? Да ли се једноликости у културама дешавају због организационих потреба које су свуда присутне, или због једноликих потреба људске личности?
За Леви-Строса, избор су били захтеви друштвеног поретка. Он није имао тешкоће да изнесе недоследности и тривијалност индивидуалних објашњења. Малиновски је рекао, на пример, да магијска веровања долазе када је људима потребно да осећају да имају контролу над догађајима када је резултат био непредвидив. На Тробриан острвима, он је нашао је доказ ове тврдње у обредима абортуса и у ткању сукњи. Али у истим племенима, не постоји магија привржена прављењу глинених лонаца, чак иако то није сигурнији посао од ткања. Ово објашњење није доследно. Осим тога, ова објашњења теже да буду коришћена „ad hoc”.
Ипак, прихваћен начин дискутовања организационе функције није радио. Различита друштва могла су имати институције које су биле исте на доста начина, али су служиле различитим функцијама. Доста племенских култура дели племе на две групе и прописује правила о томе како те групе могу да утичу једна на другу. А тачно што они могу да раде – размена, склапање мешовитог брака – разлика је у различитим племенима; што је важно, то је критеријум за разликовање група.
За Леви-Строса, методе лингвистике постале су модел за сва његова испитивања друштва. Његове аналогије су обично из фонологије.
„Права научна анализа мора бити стварна, једноставна и мора бити способна да објашњава” он пише. Фонемска анализа открива карактеристике које су стварне, како би корисници језика могли да препознају и да одговоре на њих. У исто време, глас је апстракција језика – не звук, а категорија звука се успут дефинисала различитом од осталих категорија, преко јединствених правила заједница. Цела звучна структура језика може бити произведена од јако малог броја правила.
У студији о сродним системима која га је прво забринула, овај идеал објашњења дозволио је свеобухватну организацију података, која је делимично била одређена другим истраживањима. Општи циљ је био да се схвати да се породични односи разликују између различитих јужноамеричких култура. Отац можда има велики ауторитет над сином у једној групи, на пример, са односом који је строго ограничен табуима. У другој групи, мајчин брат могао би да има такав однос са сином, док је очев однос опуштен и разигран.
Примећен је велики број образаца. Везе између мајке и оца, на пример, имали су неку врсту узајамног односа са везама између оца и сина – ако је мајка била доминантна и у формалном односу са оцем, онда је отац обично имао затворен однос са сином. Ипак, ови мањи обрасци се удружују на противречне начине.
Један могући начин за проналажење оригиналног објашњења било је оценити кроз више димензија све позиције у сродном систему. На пример, отац је био старији од сина, отац је имао сина, отац је био истог пола као син, и тако даље; ујак је био старији од сина и истог пола, али није имао сина. Исцрпна колекција тих опажања може створити општи образац.
Али, Леви-Строс је ову врсту рада сматрао „само на изглед аналитичком”. То доводи до слике коју је много теже разумети него оригиналне податке и базирана је на произвољним апстракцијама (научно, очеви јесу старији од синова). Осим тога, то не објашњава ишта. Објашњење које нуди је таутолошко – старост је од кључне важности, стога старост објашњава однос. И то не нуди могућност закључивања порекла структуре.
Право решење загонетке је наћи основну јединицу сродства која може да објасни све варијације. То је група од четири улоге – брат, сестра, отац, син. Ово су улоге које морају да буду укључене у свако друштво које има табу инцеста, при чему постоји захтев да човек добије жену од неког мушкарца ван његове лозе. Брат може да поклони своју сестру, на пример, чији би син могао да изврши размену дозвољавајући својој сестри да се уда за припадника друге групе. Он у основи захтева „циркулацију” жена, како би се задржао мир међу различитим групама.
Исправно или неисправно, ово решење приказује квалитете структуралног мишљења. Леви-Строс повремени говори о посматрању културе као производа аксиома и последица које то доноси или фонемских разлика које их праве; он је забринут за објективне податке истраживања. Он примећује да је логички могуће за различите атоме структуре сродства постојање – сестре, сестриног брата, братовљеве жене, кћерке – али у стварности, не постоје примери веза које могу бити изведени из овог груписања. Аустралијски антрополог Аугустус Елкин, који је инсистирао на четворо системском брачном систему, указао је на проблем са овим становиштем. Леви-Стросов атом структуре сродства одговара родбини у крвом сродству. Постоји велика разлика између две ситуације, у томе да структура сродства која укључује родбинске везе, дозвољава грађење система које може да пружи хиљаде људи. Леви-Строс је такође развио концепт „друштва куће” да опише друштва где је домаћинство много важније него порекло групе или рода.
Суштина објашњења структурализма је да среди стварне податке на најједноставнији начин. Он каже, све науке су структуралистичке или редукционистичке. У суочавању са нечим тако важним као што је табу инцеста, издваја се уочавање објективне границе шта је човеков ум до сада прихватио. Могао би се претпоставити неки основни биолошки императив, али до сада када је друштвени поредак у питању, табу је производ неприхватљивог доказа.
Структуралистичка објашњења могу да се тестирају и да се оповргну. Каснији Леви-Стросови радови су контроверзнији, јер они утичу на предмет других научника. Он је веровао да су модеран живот и цела историја засноване на истим категоријама и трансформацијама. На пример, он пореди антропологију са музичким серијалом и брани свој „филозофски” приступ. Он је такође истакао да је модеран поглед на примитивне културе био поједностављен у порицању историје. Категорије мита нису истрајале кроз њих, зато што се ништа није догодило – било је лако наћи доказ пораза, миграције, изгнанства, поновљених померања свих врста познатих историји. Уместо тога, митске категорије су обухваћене овим променама.
Ливи-Строс је тврдио за поглед на људски живот како постоји у две временске линије истовремено, догађаји и историје и други кругови у којима један део основних митских образаца доминира, а онда можда и остали. Овако, његов поглед личи на поглед Фернана Бродела, историчара са Медитерана и „la longue duree”, културални изглед и облике друштвене организације који трају вековима око тог мора. Он је у праву да је историју тешко изградити у неписменом друштву; ипак, антрополошки и археолошки рад у централном Вануату, доводећи до изражаја окоснице бивших шефова описаних у локалним митовима, који су били живи, показује да могу постојати нека значења утврђивања историје неких група које би иначе могле бити сматране неисторијским. Други проблем је искуство да иста особа може испричати мит са пуно симбола. Леви-Строс би се сложио са овим аспектима, али их никада не би дирао на своју руку. Његов проблем нису били антрополошки подаци испуњени митовима. Он је једино био заинтересован за формалне аспекте сваке приче, које је разматрао као резултат несвесног деловања у свакој групи, чија је идеја узета од лингвиста, али не може бити доказана иако је био одлучан у њеном постојању и накада не би прихватио било какву расправу о њој.

### Структуралистички приступ миту
Леви-Строс види основни парадокс у студији мита. С једне стране, митске приче су фантастичне и непредвидиве: садржај мита изгледа потпуно произвољно. С друге стране, митови различитих култура су изненађујуће слични:
С једне стране, чини се да се у току мита може десити било шта [...] Али с друге стране, ова очигледна произвољност је противречна запањујућој сличности између митова сакупљених у различитим регионима. Због тога следи проблем: Ако је садржај мита зависан (односно, произвољан), како ћемо објаснити чињеницу да су митови широм света толико слични?‍:208
Леви-Строс је предложио да универзални закони морају владати митском мишљу и решити овај наизглед парадокс, који производи сличне митове у различитим културама. Сваки мит може изгледати јединствено, али он је предложио да је то само један посебан пример универзалног закона људске мисли. Проучавајући мит, Леви-Строс „покушава да сведе очигледну произвољност података у неки ред, и да постигне ниво на којем ће нека врста нужности постати очигледна, у основи илузије слободе”. Лори предлаже Леви-Стросу, 'делатности уграђене у митовима о животињама, пружају могућности да окрену колективне проблеме класификације и хијерархије, правећи границе између унутрашњости и спољашњости, закона и његових изузетака, оних којима припада и о онима којима не'.
Према Леви-Стросу, „митска мисао увек напредује из свести супротности ка њиховом решавању”.‍:224 Другим речима, митови се састоје од:
1. елемената који се противе или противрече једни другима
2. и осталих елементима, који учествују у „посредовању” или решавању тих проблема.

На пример, Леви-Строс сматра да варалице митологија ногих Американаца староседелаца понаша као „посредник”. Леви-Стросов аргумент почива на две чињенице о америчком староседеоцу варалици:
1. варалица има противречну и непредвидиву личност;
2. варалица је скоро увек гавран или којот.

Леви-Строс тврди да гавран и којот „посредују” супротност између живота и смрти. Однос између пољопривреде и лова је аналоган супротности између живота и смрти: пољопривреда искључиво узрокује живот, док лов узрокује смрт. Осим тога, однос између биљоједа и звери је аналоган односу између пољопривреде и лова: како у пољопривреди, где су биљоједи заинтересовани за биљке, тако и у лову, где су звери заинтересоване за хватање меса. Леви-Строс истиче да гаврани и којоти једу лешине, тако да су између биљоједа и звери, као звери једу месо, али као биљоједи не лове своју храну. Тако, тврди, „имамо посредничку структуру следећег типа”:‍:224
Уједињењем особина биљоједа и особина звери, гавран и којот некако измирују биљоједе и звери: другим речима, они посредују супротности између биљоједа и звери. Као што смо видели, ова супротност је аналогна супротности између живота и смрти. Дакле, гавран и којот коначно посредују супротност између живота и смрти. Овим, Леви-Строс објашњава зашто гавран и којот имају противречну личност када се појаве као митске варалице:
Варалица је посредник. Док му посредовање заузима позицију која је између два супротна услова, он мора да задржи нешто у тој двојности - наиме несигуран и двосмислен карактер.‍:226
Због тога што гавран и којот измирују дубоко супростављене концепте (односно, живот и смрт), њихове митске личности морају да одражавају ову двојност или противречност: другим речима, они морају да имају, противречну „варљиву” личност.
Ова теорија о структури мита пружа потпору Леви-Стросовој основнијој теорији о људској мисли. Према овој основнијој теорији, универзални закони регулишу све области људске мисли:
Ако би било могуће доказати у овом случају да је очигледна самовоља ума, његовог наводно спонтаног тока инспирације, и његове наизглед неконтролисане инвентивности, контролисане законом који ради на дубљем нивоу [...] Ако људски ум изгледа решен чак и у домену митологије, a fortiori такође морају бити решени у свим сферама деловања.
Од свих производа културе, митови изгледају највише фантастични и непредвидиви. Стога, Леви-Строс тврди да ако чак и митска мисао поштује универзалне законе, онда све људске мисли морају поштовати универзалне законе.

#### Критике
Многи антрополози су критиковали Леви-Стросову теорију о пореклу Варалице. Стенли Дајмонд примећује да док световни цивилизовани често разматрају концепте живота и смрти као поларне, примитивне културе често их виде „као аспекте јединог услова, услова постојања”. Дајмонд даје примедбу да Леви-Строс није стигао до закључка индуктивним закључивањем, већ једноставно радећи уназад од доказа до „а priori посредованих концепата живота и смрти”,‍:310 до којих је он дошао претпоставком о неопходности напретка од „живота” преко „пољопривреде” до „биљоједа”, и од „смрти” преко „борби” до „звери”. Којот је добро познат да лови скупљајући успут остатке, а гавран је познат такође по томе што се понаша као звер, за разлику од Леви-Стросове идеје. Ни та идеја не објашњава зашто се сакупљач лешина као што је медвед никада не би појавио као Варалица. Дајмонд такође даје примедбу „Варалица звана „гавран” или „којот” коју Леви-Строс објашњава може доћи са већом привредом у основи, можемо рећи, вештина животиња подразумевала је, њихову свеприсутност, неухватљивост, капацитет да направе штету, њихов неприпитомљен одраз сигуних људских особина.‍:311 Коначно, Леви-Стросова анализа се не појављује као способна да објасни зашто представљања Варалица у другим областима света користе употребу животиња као што су паук и богомољка.
Едмунд Лич је написао да „изузетна карактеристичност његовог писања, било на француском или енглеском, је да је тешко разумљиво; његове социолошке теорије комбинују збуњујућу сложеност са моћном ученошћу. Неки читаоци чак сумњају да се третирају преваренима”. Социолог Станислав Андрески генерално критикује Леви-Стросов рад, расправљајући даје његова ученост увек била траљава и зато његова репутација и мистика потичу од његовог „третирања људи математчарски”, помињујући Леви-Стросову употребу квази-алгебарске једначине да објасни своје идеје. Камил Паглиа одбацује Леви-Строса као прецењеног, коментаришући да „Када сам као дипломирани студет Јејла претражила тај велики храм, Стерлинг библиотеку, у истраживању парадигми за реинтеграцију књижевне кртике са историјом, нисам заправо пронашла ништа у Леви-Стросу да сам осетила да има учењачку чврстину”. Радећи на постколонијалним приступима за антропологију, Тимоти Лаури предложио је да „Леви-Строс говори са позиције предности државне намере да осигура знање за сврху, као што би он често тврдио, спасавајући локалне културе...али спасиоци такође приписују себи легитимитет и ауторитет у процесу”.

## Важнија дела
- 1949. — Елементарне структуре сродства
- 1958. — Структурална антропологија
- 1960. — Мит о Аздивалу
- 1962. — Тотемизам данас и Дивља мисао
- 1964—1967. — Митологика I—IV